# Lúčanské travertíny
Lúčanské travertíny jsou přírodní památka v katastrálním území obce Lúčky v okrese Ružomberok v Žilinském kraji na Slovensku. Území bylo vyhlášeno v roce 1975 a jeho rozloha je 2,93 hektaru. Předmětem ochrany je souvrství travertinů vytvořených silně mineralizovanými termálními prameny na tektonických zlomech jižního úpatí Chočských vrchů. Travertiny dosahují hloubky až 50 cm, vznikly působením termálních pramenů a teplotě 17–33 °C. Věk nynějších travertinů se odhaduje do doby meziledové na 140 až 200 tisíc let.